# 伊勢原市立緑台小学校
伊勢原市立緑台小学校（いせはらしりつみどりだいしょうがっこう）は、神奈川県伊勢原市高森にある公立小学校。

## 沿革
出典
- 1978年（昭和53年）
  - 4月10日 - 開校記念日。
  - 9月 - 校章決定。記念運動会開催。
- 1979年（昭和54年）1月 - 校歌碑完成し、校歌発表会開催。
- 1980年（昭和55年）6月 - 学童農園「学習水田・畑」を始める。
- 1981年（昭和56年）3月 - 県教育委員会より「全国特色ある学校」に指定。
- 1987年（昭和62年）
  - 6月 - 創立10周年記念行事開催し、記念式典挙行。
  - 8月 - ふれあいミニ牧場完成。
- 1990年（平成2年）4月 - 障害児学級新設。
- 1991年（平成3年）4月 - 学校自主研究「生活科」開始。
- 1992年（平成4年）9月 - 学校週5日制実施により、第2土曜日休業実施。
- 1994年（平成6年）6月 - 地域連絡会発足。
- 1995年（平成7年）2月 - 地域の名人による「ふれあいクラブ活動」開始。同月から、学校週5日制実施により、第2・第4土曜日休業実施。
- 1997年（平成9年）
  - 6月 - 創立20周年行事として、PTA「みどりふれあい祭り」開催。
  - 10月 - 創立20周年行事として、「交通フェスティバル」開催。同月、学童農園移転完了。
- 1998年（平成10年）4月 - 本校学区の一部を分離し、「石田小学校」開校。
- 2003年（平成15年）7月 - 地域懇談会「しゃべり場」を開設。
- 2007年（平成19年）
  - 2月 - きっずチャレンジ（学習発表会）を始める。19.02
  - 10月 - 創立30周年記念式典挙行し、記念行事を開催。
- 2012年（平成24年）3月 - 二宮金次郎像設置（寄贈）。
- 2013年（平成25年）8月 - 校舎改修工事実施。
- 2017年（平成29年）10月 - 創立40周年記念式典挙行し、記念行事を開催。
- 2020年（令和2年）3月 - 空調設備（エアコン）設置完了。

## 通学地域
出典
- 東富岡の一部
- 粟窪の一部
- 石田の一部（小田急線以北）
- 高森台1丁目 - 高森台3丁目
- 高森4丁目の一部
- 高森6丁目の一部
- 高森7丁目

## 進学先
出典
- 伊勢原市立成瀬中学校

## 周辺
- 高森神社 - 伊勢原市道をはさんで、敷地が隣接。
- 伊勢原市高森児童館 - 高森神社に隣接。
- 高森の道祖神
- 学校法人湘南やまゆり学園認定こども園中央マドカ幼稚園 - 進学前幼稚園のひとつ。
- 東名高速道路 - ただし、付近にインターチェンジなどは無い。

## アクセス
- 神奈川中央交通「愛11」・「愛12」・「愛15」・「愛24」の各系統で、「愛甲原住宅」停留所から、徒歩約770m・約12分。
  - なお、学校敷地からの直線距離では、「高森四丁目」停留所（「愛02」系統）も「愛甲原住宅」停留所までの距離がほぼ同じ（約400m）だが、道路形状及び横断歩道設置箇所の関係で約1kmと大きく遠廻りとなる。